# Mindy Kaling
Mindy Kaling (de son vrai nom Vera Mindy Chokalingam) est une actrice, scénariste et productrice américaine, d'origine indienne, née le 24 juin 1979 à Cambridge (Massachusetts).
Elle est principalement connue pour son travail sur la série The Office (2005-2013) sur laquelle elle a été coscénariste et coproductrice tout en y interprétant le rôle de Kelly Kapoor. De 2012 à 2017, elle est aussi la principale tête d'affiche de The Mindy Project.

## Biographie et carrière
Elle est diplômée d'une école privée, puis intègre le Dartmouth College célèbre université privée où elle devient membre d'une troupe comique d'improvisation théâtrale appelée The Dog Day Players et un groupe baptisé The Rockapellas.
Elle est également créatrice d'une bande dessinée pour le journal de l'école. Elle en est diplômée en 2001.
En 2003, elle coécrit la pièce Matt and Ben (comédie sur Ben Affleck et Matt Damon), dans laquelle elle joue et met en scène. Le magazine Time l'a nommée dans le Top 10 des évènements théâtraux de l'année.
Ce n'est que durant l'année 2005 qu'elle est révélée au grand public : elle obtient le rôle de Kelly Kapoor (en) dans la série The Office, pour laquelle elle contribue à produire ou à écrire des scénarios de plusieurs épisodes.
En avril 2009, Mindy figure dans la liste d'Entertainment Weekly du top 10 des actrices les plus drôles à Hollywood.
Le mois suivant, elle signe avec la Fox pour développer et jouer dans une nouvelle série comique : The Mindy Project, en partie inspirée de la vie de sa mère qui était obstétricienne.
En 2011, elle écrit son premier livre, Is Everyone Hanging Out Without Me?, classé best-seller selon le New York Times,.
Le 29 septembre 2015, elle lance son nouveau livre Why Not Me? (« Pourquoi pas moi ? »).
En mai 2015, elle est présente pendant trois jours lors du Festival de Cannes avec l'actrice Amy Poehler pour faire la promotion du film Vice Versa, dans lequel elle est la voix de Dégoût (Disgust).
En 2017 elle est annoncée au casting du film Ocean's 8. Le film sort en 2018.

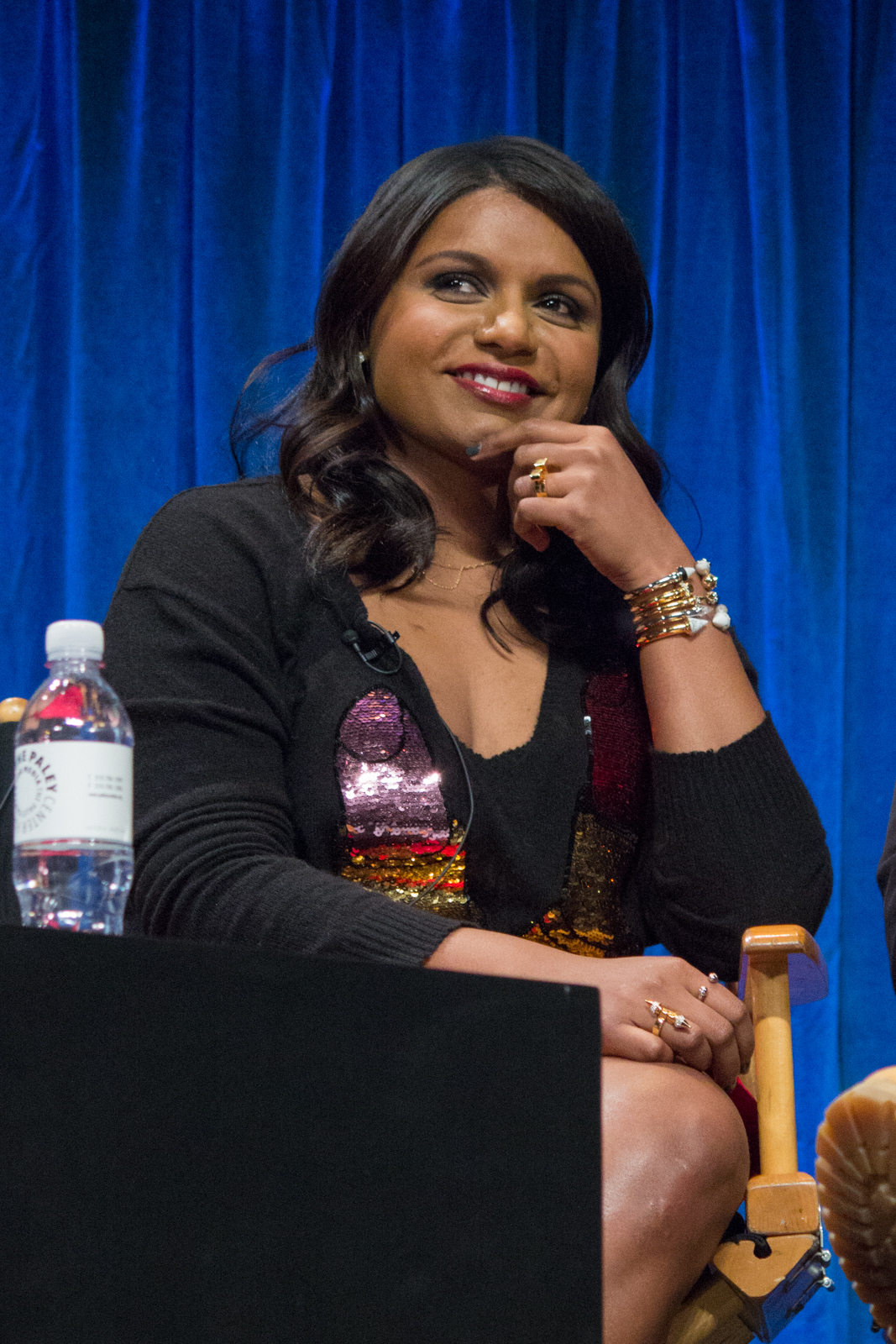
L'actrice au Paleyfest de 2013.

En mars 2018, elle crée une nouvelle série pour la chaîne ABC, Champions, dans laquelle elle tient également un rôle récurrent. Mais la série est annulée au bout d'une saison. Elle est achetée par Netflix en juin.
Pendant l'été 2019, une nouvelle série qu'elle a écrite et réalisée, Four Weddings and a Funeral, basée sur le film de 1994 Quatre mariages et un enterrement, sort sur la plateforme Hulu et connaît un franc succès.
Le 21 août 2019, le film Late Night, qu'elle a écrit et dont elle est l'actrice principale aux côtés d'Emma Thompson, sort en France au cinéma.
En 2020, elle fait partie de la création de la série Netflix Mes Premières Fois, légèrement inspirée de sa jeunesse, et choisit Maitreyi Ramakrishnan dans le rôle principal.
Trois ans plus tard, en 2023, elle coécrit avec Charlie Grandy la série d'animation Velma. Également productrice et interprète, celle-ci est diffusée par HBO. L'accueil critique est particulièrement mitigé, obtenant la plus mauvaise note possible pour une série d'animation sur le site IMDB avec 1,3/10. Cette mauvaise notation adressée par les téléspectateurs la place ainsi derrière le film Dragon Ball Evolution et sa note de 2,5/10.

### Vie privée

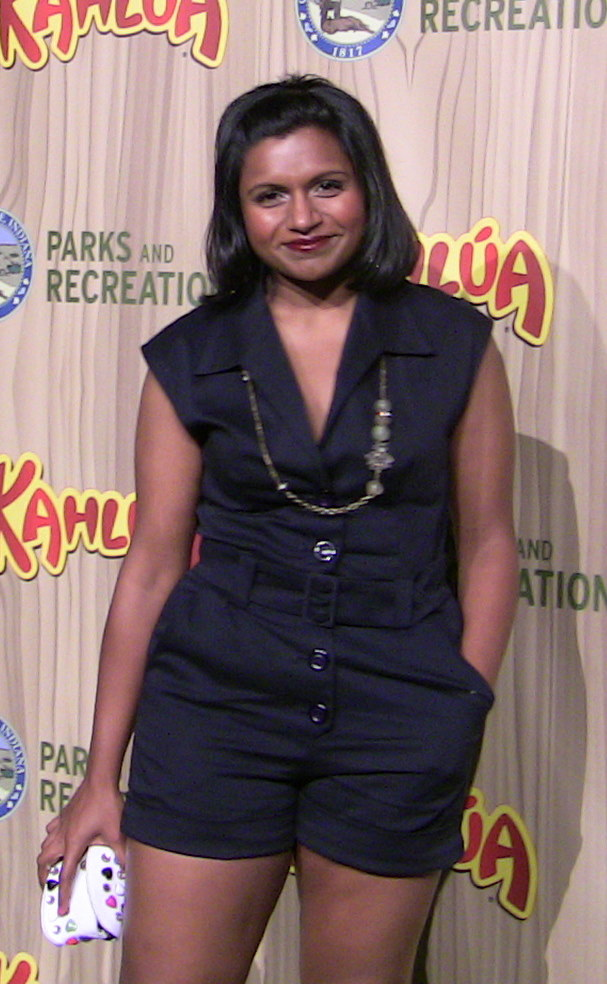
En avril 2009, à la soirée d'ouverture de Parks and Recreation.

Elle fréquente l'acteur B. J. Novak à plusieurs reprises dans les années 2000. Celui-ci est, comme elle, coscénariste et coproducteur de la série The Office, dans laquelle ils incarnent aussi le couple toxique formé par Ryan et Kelly. Depuis, les deux acteurs sont restés notoirement proches et continuent de régulièrement apparaître ensemble, ironisant sur le mystère autour de leur relation. Durant la cérémonie des Emmy Awards 2022, alors que le duo fait une apparition, Mindy Kaling qualifie avec humour leur relation d'« incroyablement compliquée ».
En juillet 2017, elle déclare officiellement attendre son premier enfant sans dévoiler l'identité du père. Le 15 décembre 2017, elle donne naissance à une petite fille prénommée Katherine. Le 3 septembre 2020, elle donne naissance à un petit garçon prénommé Spencer. B. J. Novak est le parrain des deux enfants de son ex-compagne.

## Filmographie

### Cinéma
- 2005 : 40 ans, toujours puceau (The 40 Year Old Virgin) de Judd Apatow : Amy
- 2006 : Enfants non accompagnés (Unaccompanied Minors) de Paul Feig : l'hôtesse du restaurant
- 2007 : Permis de mariage (License to Wed) de Ken Kwapis : Shelly
- 2009 : La Nuit au musée 2 (Night at the Museum : Battle of the Smithsonian) de Shawn Levy : Docent
- 2010 : Moi, moche et méchant (Despicable Me) de Pierre Coffin et Chris Renaud : la mère touriste (voix originale)
- 2011 : Sex Friends (No Strings Attached) d'Ivan Reitman : Shira
- 2012 : 5 ans de réflexion (The Five-Year Engagment) de Nicholas Stoller : Vaneetha
- 2012 : Les Mondes de Ralph (Wreck-It Ralph) de Rich Moore: Taffyta Muttonfudge (voix originale)
- 2013 : C'est la fin (This Is the End) de Seth Rogen et Evan Goldberg : elle-même
- 2015 : Vice Versa (Inside Out) de Pete Docter : Dégoût (voix originale)
- 2015 : The Night Before de Jonathan Levine : Sarah
- 2018 : Un raccourci dans le temps (A Wrinkle in Time) d'Ava DuVernay : Mme Qui (Mrs. Who en VO)
- 2018 : Ocean's 8 de Gary Ross : Amita
- 2019 : Late Night de Nisha Ganatra : Molly Patel
- 2021 : Locked Down de Doug Liman : Kate

### Séries télévisées
- 2005 : Larry et son nombril (Curb Your Enthusiasm) : l'assistante de Richard Lewis
- 2005-2013 : The Office : Kelly Kapoor
- 2008 : House Poor : Mindy
- 2012-2017 : The Mindy Project : Dr Mindy Lahiri - également productrice exécutive
- 2018 : Champions : Priya Patel
- 2019 : The Morning Show : Audra

- 2020 : Mes premières fois : Productrice exécutive et créatrice
- 2021 : The Sex Lives of College Girls : Productrice exécutive et créatrice

- 2023 : Velma : Velma Dinkley (voix)

## Voix francophones
En France, Audrey Sablé est la voix française régulière de Mindy Kaling. Edwige Lemoine l'a doublée à cinq reprises. 
Au Québec, Annie Girard  et Kim Jalabert sont les voix québécoises régulières de l'actrice.

## Publications
- 2011 : Is Everyone Hanging Out Without Me? (And Other Concerns)[13]
- 2015 : Why Not Me?

## Distinctions

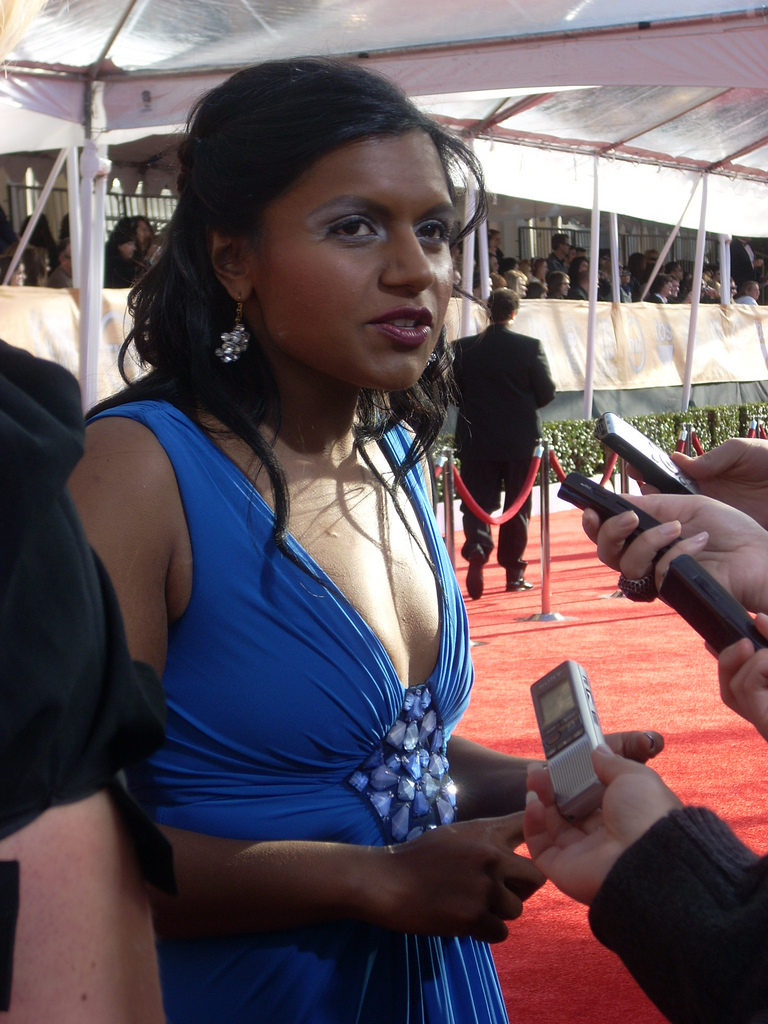
L'actrice aux Screen Actors Guild Awards de 2009.

### Récompenses
En 2007, avec le reste de la distribution, elle reçoit le prix de la Writers Guild of America pour la série The Office.
En 2007 et 2008, avec le reste de la distribution, elle reçoit le Screen Actors Guild Award de meilleure distribution dans une série comique pour The Office.
Le 12 novembre 2014, elle reçoit avec sa costar Chris Messina le People Magazine Award du meilleur couple de l'année dans sa série The Mindy Project.
En 2015, elle reçoit le Satellite Award de la meilleure actrice de série comique pour The Mindy Project.

### Nominations
En 2013, 2014 et 2015, elle est nommée aux Teens Choice awards dans la catégorie « meilleure actrice comique ».